# Wolf V. Vishniac
Wolf Vladimir Vishniac (22 de abril de 1922 – 10 de dezembro de 1973) foi um micro-biólogo americano, filho de Roman Vishniac. Foi professor de biologia na Universidade de Rochester. Morreu numa viagem de pesquisas para a Antártica enquanto tentava recuperar equipamentos que caíram numa fenda. A cratera de Vishniac em Marte foi nomeada assim em sua honra. Wolf teve dois filhos, Ethan, um astrofísico, e Ephraime, engenheiro de software, com sua esposa Helen Vishniac, filha de George Gaylord Simpson, que se tornou depois professor de microbiologia na Universidade do Estado de Oklahoma.
Wolf Vishniac contribuiu significativamente para a procura de vida em Marte por desenvolver um laboratório pequeno especial que podia ser transportado para o planeta. Essa pesquisa foi apoiada com uma doação da NASA, que começou em 1959 e foi a primeira para as "ciências biológicas." A sonda marciana Viking 1 continha esse dispositivo mas não achou nenhuns sinais de vida conclusivos.
Ele também era amigo do falecido Carl Sagan. Em seu show Cosmos, num episódio chamado "Blues for a Red Planet" (lit. "Azuis para um Planeta Vermelho", mas traduzido corretamente para "Melancolia para um Planeta Vermelho"), Sagan discutiu sobre a morte de Vishniac e sobre seu sensor microbiológico, apelidado de "Wolf Trap" ("A Armadilha Wolf"), que tinha que ir no Viking, mas não foi por causa de cortes no orçamento.